# Giulia Nuti
Giulia Nuti (Prato, 1800 – Prato, 1869) è stata una pittrice italiana.

## Biografia
Figlia dell’incisore Luigi Nuti (1748-1821), direttore della Scuola di disegno di Prato, nel 1821 sposò
il pittore e restauratore pratese Antonio Marini (1788-1861). Pittrice essa stessa e dedita in particolare alla litografia, fu in contatto con i maggiori pittori del suo tempo, operanti a Firenze, con i quali ebbe anche frequenti rapporti epistolari, fra questi Carlo Lasinio, Luigi Mussini, Ettore de Garriod e, nell’ambito del purismo, soprattutto il pittore franco svizzero Adolf von Stürler, allievo di Ingres.
Di mano dello Stürler rimangono, presso il Museo di Palazzo pretorio di Prato, due suoi ritratti: il primo, 
in tre pose, venne realizzato nel 1835, il secondo, senza data, ritrae la Nuti con il calamo in mano a testimonianza della sua passione per il disegno. Dei dipinti a olio della Nuti, quasi tutti perduti, si conosce una Veduta di paese del 1826, donato dall’autrice alla Galleria degli Uffizi, dove tuttora è conservato, e, dello stesso anno, le è stata attribuita la tela Campagna conservata nei depositi di Palazzo Pitti.
Realizzati con la tecnica litografica, introdotta per la prima volta in Toscana proprio dal marito, restano i Ricordi di paese, del 1832. Ma sicuramente Giulia collaborò spesso con il marito, impreziosendo le sue opere con la perfezione dei suoi dettagli floreali e botanici. Legatissima alla sua città natale, dove volle tornare a risiedere negli ultimi anni di vita, nel 1861 donò per disposizione testamentaria alla biblioteca Roncioniana l’archivio del marito e alcuni manoscritti (fra cui un prezioso autografo manzoniano) raccolti da lei e dai familiari. Donò inoltre al Comune di Prato alcuni oggetti d’arte, fra i quali un busto del marito, accompagnandoli con una lettera che ben dimostra il motivo di tale lascito: "Ill.mo Signor Gonfaloniere di Comune di Prato, Figlia di un Padre, cittadino pratese, quale era Antonio Nuti, educata nella mia adolescenza d’una famiglia di parenti pratesi, che per seguitare il padre nella carriera del suo Impegno mi convenne allontanarmi da Prato, non è per questo che scemasse in me l’affetto congenito dei primi miei Anni al luogo nativo, e questo affetto crebbe anzi e maggiore divenne col matrimonio, che mi unì ad un altro cittadino Pratese, al pittore Antonio Marini. Rapito (ahi! troppo presto) dalla morte, e senza discendenza, il Marini, che straordinario affetto portava anco Esso al luogo di sua origine, la sua Vedova è rimasta sensibilmente commossa, ed ha preso gran parte alle pubbliche dimostrazioni di affetto e di stima dei di lui concittadini. In aumento a queste dimostrazioni e con la veduta di esternare il proprio vivissimo amore di patria all’intero Comune, la Vedova Marini che possiede il busto di marmo rappresentante il defunto consorte, opera rimarchevole di valente scalpello, si è determinata di farne come ora ne fa, al Comune stesso un dono, riservandosi soltanto il diritto di concertare coll’autorità Municipale il luogo del suo collocamento, quale intende di eseguire a proprie spese. Giulia Nuti Vedova Marini”, (Ricordi di Prato negli acquerelli delle pittrici dell’Ottocento, op. cit.,pp. 8-9).
Tra i manoscritti della Biblioteca Roncioniana è conservato il Fondo Giulia Nuti.